# Bengt Johan Andersson
Bengt Johan Andersson, senare ibland även Halling, född 5 november 1851 i Abilds socken, död 14 oktober 1936 i Falkenberg, var en svensk målare och fotograf.

## Biografi
Bengt Johan Andersson utbildade sig till porträttmålare och hade utställningar bland annat i Falkenberg. Då marknaden för porträtt minskade i takt med att fotografier blev vanliga gick han över till fotografering, men fortsatte att måla enstaka porträtt och gåramålningar. Bengt Johan Andersson gifte sig till Södra Hestra socken och hade en tid ateljé där, med en filial i Nyby i Långaryds socken. Han flyttade därefter flera gånger: år 1881 bodde han i Kvibille socken, en tid i Rävinge socken och en tid i Slöinge socken, år 1904 flyttade han till Mjöbäcks socken i Västergötland, år 1907 till Torups socken, år 1911 till Falkenberg och därefter till Halmstad.